# Skala (radio)
 For alternative betydninger, se Skala. (Se også artikler, som begynder med Skala)
En skala på en radiomodtager er en plade med frekvenser, evt. bølgelængder, kanalnumre og/eller navne på radiosendere påtrykt, over hvilken en viser kan glide, som viser, på hvilken frekvens radiomodtageren er indstillet.
Med fremkomsten af digitale modtagere med direkte frekvensudlæsning er skalaen stort set forsvundet.
I ældre radioapparater er skalaen som regel forsynet med en eller flere skalalamper – glødepærer, der oplyser skalaen, så den er aflæselig i mørke.
På ældre mellembølgebånds radiomodtagere var som regel påtrykt navnene på store, europæiske mellembølgesendere som f.eks. Sottens, Saarbrücken, Droitwitch, Hilversum, Hörby, Moskva, London, Reims og Kalundborg.
Med fremkomsten af senderinformation indlagt i signalet er skalaen fuldstændig overflødiggjort, og moderne FM-RDS- og DAB-modtagere kan vise navnet på stationen direkte i displayet.